# Från punksvett till punktsvets
Från punksvett till punktsvets är en musikfilm av Mora Träsk från 1981. I filmen får vi träffa på Mora Träsk som punkare, torgunderhållare, dansband, Abba-kopior, kulturbidragsgamar, kärnkraftsrockare och reklamartister för AMLL.